# Христианство в Судане
Христиа́нство в Суда́не — религия-меньшинство распространённая в Судане. Христианство имеет долгую историю в регионе, который сейчас является Суданом и Южным Суданом. Древняя Нубия была крещена православным христианством во II веке. Церковь находилась под сильным влиянием греческого христианства, особенно в римскую эпоху. С VII века христианским нубийским королевствам угрожала исламская экспансия, но самое южное из этих королевств, Алва, просуществовало до 1504 года.
Судан южнее Хартума (включая то, что сейчас является Южным Суданом) долгое время оставался во власти традиционных (племенных) религий нилотских народов, со значительным переходом в англиканство (Епископальная церковь Судана) в течение XX века.

## История

### Православие в Судане
Христианство пришло на территорию современного северного Судана, тогда называвшейся Нубией, примерно к концу I века.
Христианство сильно развивалась под влиянием Восточной римской империи. Так, архитектура Византии повлияла на большинство христианских церквей в нижней Нубии.
Римский император Юстиниан I (правил с 527 по 565 год) сделал Нубию оплотом христианства в средние века. К 580 году христианство стало официальной религией северного Судана, сосредоточенной вокруг собора в Фарасе. Однако с прекращением существования нубийских государств захваченных мусульманами, христианство приходит в упадок из-за отсутствия хорошей организационной структуры и сильных гонений против верующих.

### Современная миссионерская активность
В течение XIX века британские миссионеры вновь вернули христианскую веру в южный Судан. Британские власти несколько произвольно ограничили миссионерскую деятельность многонациональным южным регионом. Англиканская церковь и другие части англиканского сообщества продолжали посылать миссионеров и другую помощь после того, как страна стала независимой в 1956 году, хотя это также ускорило десятилетия гражданской войны и преследований, как описано ниже.
При разделении Судана на северный и южный в 2011 году, более 97% населения в северном Судане являются мусульманами. Религии, которым следуют жители Южного Судана, включают: традиционные верования коренных народов, христианство и ислам. Последняя перепись населения с упоминанием религии южан датируется 1956 годом, когда большинство было классифицировано как последователи традиционных верований или были христианами, в то время как 18% были мусульманами. Учёные  и некоторые другие источники в Госдепартаменте США утверждают, что большинство жителей Южного Судана придерживаются традиционных местных (иногда их называют анимистскими) верований, а те, кто следуют христианству, составляют меньшинство (хотя и влиятельное)), что сделало бы Южный Судан одной из немногих стран в мире, где большинство людей исповедуют традиционную религию коренных народов. Однако, согласно международному отчёту о свободе вероисповедания Государственного департамента США за 2012 год, большинство населения придерживается христианства, в то время как достоверные статистические данные об анимистах и мусульманах отсутствуют.
Большинство христиан в Судане придерживаются либо Римско-католической церкви, либо англиканских церквей (представленных Епископальной церковью Судана), но есть несколько других небольших деноминаций, представленных там в том числе:
- Внутренняя церковь Африки
- Апостольская церковь
- Коптская православная церковь
- Эритрейская православная церковь
- Эфиопская православная церковь
- Греческая православная церковь
- Международная церковь Назарянина
- Свидетели Иеговы[15]
- Новая апостольская церковь
- Пресвитерианская церковь Судана
- Церковь адвентистов седьмого дня
- Суданская пресвитерианская евангелическая церковь
- Суданская пятидесятническая церковь
- Суданская внутренняя церковь
- Суданская церковь Христа

Римско-католические миссионеры начали работу в Судане в 1842 году; Англиканцы и американские пресвитериане начали свою деятельность в Судане в 1899 году. Англиканцы через церковное миссионерское сообщество имели свою базу в Омдурмане, в то время как пресвитериане начали свою деятельность в Хартуме, они также развили служение как на севере, так и на юге. Внутренняя миссия Судана начала работать в стране в 1937 году. Африканская внутренняя миссия открыла Африканскую внутреннюю церковь в 1949 году. В 1964 году все иностранные миссионеры были вынуждены покинуть Южный Судан из-за гражданской войны. Несколько групп содержали миссионеров на севере. Суданская пятидесятническая церковь, которая значительно выросла на юге, была позже основана шведами.
По состоянию на 2011 год, до разделения страны, около 2 009 374 суданцев исповедовали католицизм, в основном на юге (5% населения были набожными католиками). 9 католических епархий включают две архиепархии в современном Судане, с 5 соборами. Покровительницей Судана является бывшая рабыня Святая Джузеппина Бахита, канонизированная в 2000 году.
Около 100 000 человек или 0,25% населения принадлежат к различным протестантским конфессиям в северном Судане. Католицизм исповедуют около тысячи последователей к северу от Хартума. Исследование 2015 года оценивает, что около 30 000 мусульман, были обращены в христианство в Судане, большинство из них принадлежат к той или иной протестантской деноминации.

## Преследование христиан
Христиане Судана подвергались преследованиям при различных военных режимах. Гражданские войны в Судане временно прекратились в 1972 году, но возобновились в 1983 году, когда в регионе начался голод. Четыре миллиона человек были перемещены, а два миллиона человек погибли в ходе продолжавшегося два десятилетия конфликта, прежде чем в январе 2005 года было подписано временное шестилетнее перемирие.
16 мая 1983 года англиканское и римско-католическое духовенство Судана подписали декларацию о том, что они не оставят Бога, поскольку Бог открыл им себя под угрозой закона шариата. Антихристианские преследования особенно усилились после 1985 года, включая убийства пасторов и церковных лидеров, разрушение христианских деревень, а также церквей, больниц, школ и миссионерских баз, а также бомбардировки воскресных церковных служб. Земли, которые были опустошены и где все здания были уничтожены, включали площадь размером с Аляску. Несмотря на гонения, число суданских христиан увеличилось с 1,6 миллиона в 1980 году до 11 миллионов в 2010 году, хотя 22 из 24 англиканских епархий работают в изгнании в Кении и Уганде, а духовенство не получает зарплату. Четыре миллиона человек остаются внутренне перемещёнными лицами, и ещё один миллион - в суданской диаспоре за рубежом (из них 400 000 - 600 000 в южносуданской диаспоре).
Во время второй суданской гражданской войны люди захватывались в рабство; оценки похищений варьируются от 14 000 до 200 000 человек. Похищение женщин и детей племени динка было обычным делом.
В 2011 году Южный Судан проголосовал за отделение от севера, 9 июля решение вступило в силу. Преследования христиан были возобновлены после этого.
Епископальная церковь признаёт мучеников Судана по своему литургическому календарю 16 мая.
Найвашское соглашение технически защищает немусульман на севере. Тем не менее, некоторые толкователи мусульманского права в Судане отказываются признавать обращения из ислама (считая это отступничеством), а также отказываются признавать браки с немусульманами. Судан является одной из стран, где быть христианином труднее всего в мире, свобода религии и убеждений систематически нарушается.
В мае 2014 года женщина по имени Марьям Яхья Ибрагим Исхак была приговорена к 100 ударам плетью за прелюбодеяние и смерти за отступничество. Её мать воспитывала её христианкой, поскольку её отец-мусульманин отсутствовал, но суданская правовая система считает её мусульманкой. Исхак была приговорена к ста ударам плетью за прелюбодеяние, потому что она вышла замуж за христианина из Южного Судана, в то время как мусульманские законы считают её мусульманкой и брак был недействителен. Когда Исхак утверждала, что она была христианкой, её приговорили к смерти за отступничество. Приговор не был приведён в исполнение сразу, так как Исхак была беременна. Муж Исхак прикован к инвалидному креслу и зависит от неё.
Этот приговор нарушает конституцию Судана и обязательства, основанные на региональном и международном праве. Западные посольства, Amnesty International и другие правозащитные организации протестовали против того, что Исхак должна иметь возможность выбирать свою веру и должна быть освобождена. Она была позже освобождена и после дальнейших задержек покинула Судан.